# 大阪市立東中学校
大阪市立東中学校（おおさかしりつ ひがしちゅうがっこう）は、大阪府大阪市中央区大手前にある公立中学校。

## 沿革
都心部の人口の減少により、当時の東区にあった大阪市立東中学校（1947年創立）と大阪市立船場中学校（1950年創立）の2校を統合して、1988年に東区（現・中央区）大手前に新設した。なお、旧・東中学校と現・東中学校は同名だが、旧・東中学校は船場中学校と対等統合して閉校し、新たに現在の東中学校を設置した形になっている。
旧・大阪市立東中学校（現在の中央区釣鐘町）の跡地は、大阪府立中央高等学校（1992年開校）となっている。また旧・船場中学校（現在の中央区糸屋町）の跡地は1992年11月、旧関西電力扇町営業所跡地（現在の北区役所・北区民センター・キッズプラザ大阪）との土地交換で関西電力所有となり、その後2007年1月に高層マンションが完成した。

### 前身校の沿革
1947年の学制改革により、当時の東区に大阪市立東第一中学校が設置された。東第一中学校は旧北大江国民学校跡を転用する形で設置し、当時の東区全域を校区とした。
大阪市立中学校の名称は、学制改革直後は「行政区名＋番号」の仮称で出発した。しかし中学校名に番号ではなく地名などを取り入れた名称へと変更する方針が出された。これに伴い東第一中学校は1949年に大阪市立東中学校へと改称した。
また1949年には東中学校の分教場を、戦災で廃校となった旧中大江東国民学校跡に設置した。分教場は1950年に独立校となり、大阪市立船場中学校となった。

### 年表
（前身校）
- 1947年（昭和22年） - 大阪市立東第一中学校を設置。
- 1949年（昭和24年） 
  - 大阪市立東第一中学校を大阪市立東中学校と改称。
  - 東中学校の分教場を設置。
- 1950年（昭和25年） - 東中学校の分教場が独立校となり、大阪市立船場中学校として発足。
- 1988年（昭和63年）3月31日 - 東・船場の両校が閉校。

（現・東中学校）
- 1988年（昭和63年）4月1日 - 従来の2中学校を統合、大阪市立東中学校として開校。
- 1989年（平成元年）6月26日 - 開校式を実施。この日を創立記念日とする。
- 1997年（平成9年）11月1日 - 創立10周年記念式典挙 行。
- 2007年（平成19年）11月2日 - 創立20周年記念式典 挙行。
- 2012年（平成24年）6月26日 - 創立25周年の集い 開催。
- 2018年（平成30年）10月26日 - 創立30周年記念式典 挙行。
- 2022年（令和4年）6月20日・6月27日 - 創立35年「記念（オンライン）講話」実施。
- 2023年（令和5年）6月26日 - 創立35周年・新しい校舎の完成をお祝いする会 実施。

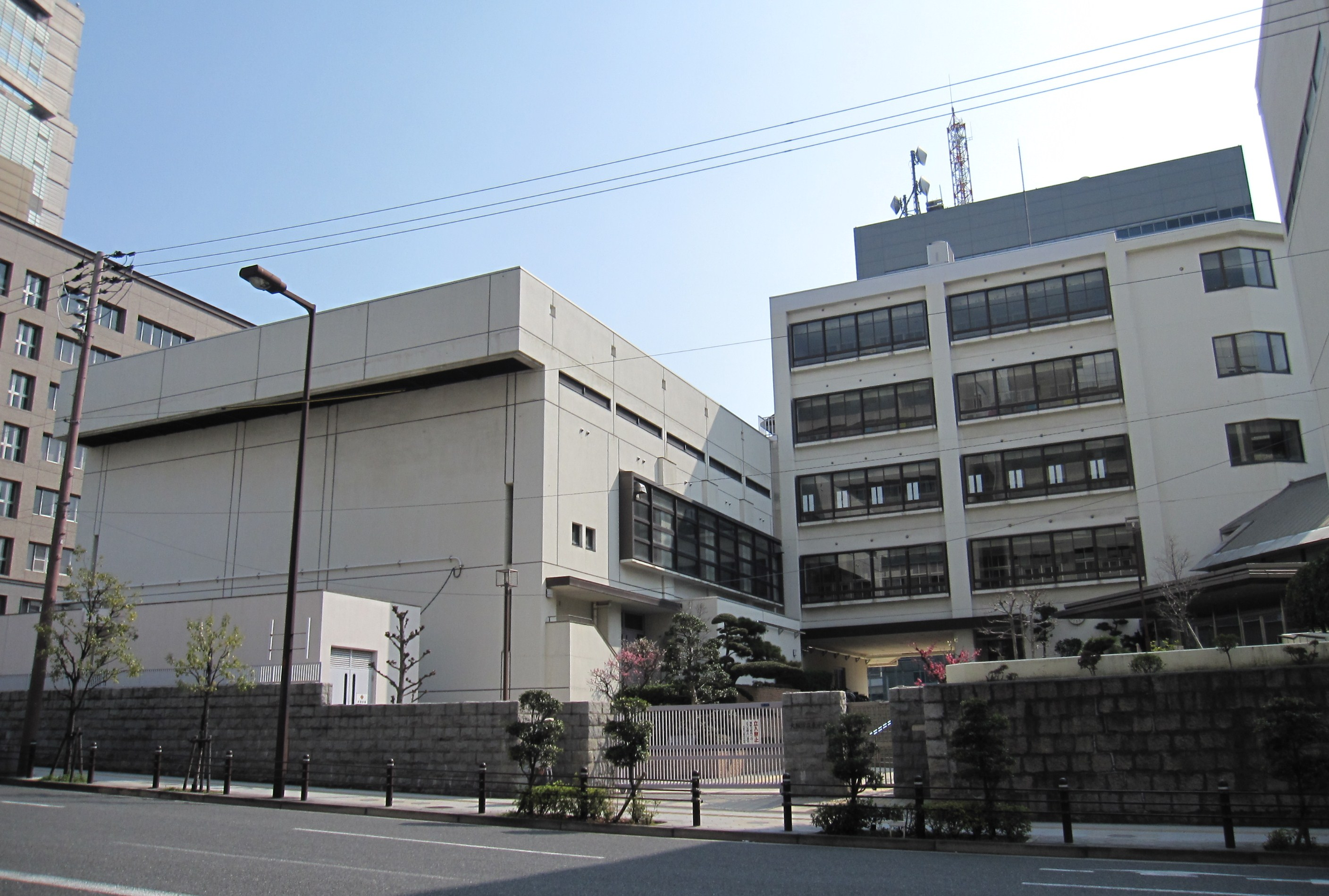
旧校舎（2014年3月）

## 通学区域
- 大阪市立玉造小学校、大阪市立南大江小学校、大阪市立中大江小学校、大阪市立開平小学校の通学区域。

## 出身者
現・大阪市立東中学校
- 川辺泰三 - 元プロバスケットボール選手（bjリーグ・京都ハンナリーズ所属）-現在　豊通ファンディングイーグルスヘッドコーチ：1998年卒業

旧・大阪市立東中学校
- 筒井康隆 - 作家
- 小林哲也 - 実業家、近鉄グループ会長
- 岡田圭右 - お笑いタレント
- 西村朗 - 作曲家

旧・大阪市立船場中学校
- 山本義隆 - 予備校講師、元東大全共闘議長
- 船場太郎 - 大阪市会議員、喜劇俳優、元吉本新喜劇団員
- ひろさちや - 仏教評論家
- 石井好二郎 - 同志社大学教授
- 内藤剛志 - 俳優
- 福田進一 - クラシックギター奏者
- 杉本末雄 - 立命館大学名誉教授

## 交通
- 地下鉄谷町線・中央線 谷町四丁目駅 2号出口 東へ約50m。